# Thạch tùng phi lao
Lycopodium casuarinoides là một loài thực vật có mạch trong Họ Thạch tùng. Loài này được Spring mô tả khoa học đầu tiên năm 1842.